# Yalkaya, Şirvan
Yalkaya là một xã thuộc huyện Şirvan, tỉnh Siirt, Thổ Nhĩ Kỳ. Dân số thời điểm năm 2008 là 69 người.